# دوروثي فونتانا
دوروثي فونتانا (بالإنجليزية: D. C. Fontana)‏ (و. 1939  م) هي كاتبة سيناريو، وكاتِبة، وكاتبة خيال علمي أمريكية، ولدت في مقاطعة ساسكس.

## التعليم
تعلمت في جامعة فيرلي ديكنسون.

## وصلات خارجية
- دوروثي فونتانا على موقع IMDb (الإنجليزية)
- دوروثي فونتانا على موقع روتن توميتوز (الإنجليزية)
- دوروثي فونتانا على موقع ميوزك برينز (الإنجليزية)
- دوروثي فونتانا على موقع أول موفي (الإنجليزية)
- دوروثي فونتانا على موقع قاعدة بيانات الفيلم (الإنجليزية)
- دوروثي فونتانا في قاعدة بيانات الأفلام على الإنترنت